# Ecuadoraans voetbalelftal in 1987
Het Ecuadoraans voetbalelftal speelde in totaal elf officiële interlands in het jaar 1987, waaronder twee duels in de strijd om de Copa América. De ploeg stond onder leiding van de Uruguayaan Luis Grimaldi.

## Balans
| Wedstrijden | Wedstrijden | Wedstrijden | Wedstrijden | Doelpunten | Doelpunten | Doelpunten | Punten |
| Gespeeld    | Winst       | Gelijk      | Verlies     | Voor       | Tegen      | Saldo      | Punten |
| ----------- | ----------- | ----------- | ----------- | ---------- | ---------- | ---------- | ------ |
| 11          | 2           | 3           | 6           | 8          | 14         | –6         | 0.636  |

## Interlands
|                                                    |                                        |       |                   |                                               |
| 5 maart Vriendschappelijk № 151 «onderlinge duels» | Cuba                                   | 2 – 1 | Ecuador           | Estadio Pedro Marrero, Havana Toeschouwers: — |
| 5 maart Vriendschappelijk № 151 «onderlinge duels» | Regino Delgado 60' Carlos González 73' |       | ??' Álex Aguinaga | Estadio Pedro Marrero, Havana Toeschouwers: — |

|                                                    |      |       |         |                                               |
| 8 maart Vriendschappelijk № 152 «onderlinge duels» | Cuba | 0 – 0 | Ecuador | Estadio Pedro Marrero, Havana Toeschouwers: — |
| 8 maart Vriendschappelijk № 152 «onderlinge duels» |      |       |         | Estadio Pedro Marrero, Havana Toeschouwers: — |

|                                                     |         |                    |      |                                            |
| 31 maart Vriendschappelijk № 153 «onderlinge duels» | Ecuador | 0 – 1              | Cuba | Estadio 9 de Mayo, Machala Toeschouwers: — |
| 31 maart Vriendschappelijk № 153 «onderlinge duels» |         | 53' Dagoberto Lara |      | Estadio 9 de Mayo, Machala Toeschouwers: — |

|                                                    |         |       |      |                                                       |
| 2 april Vriendschappelijk № 154 «onderlinge duels» | Ecuador | 0 – 0 | Cuba | Estadio Jorge Andrade Cantos, Azogues Toeschouwers: — |
| 2 april Vriendschappelijk № 154 «onderlinge duels» |         |       |      | Estadio Jorge Andrade Cantos, Azogues Toeschouwers: — |

|                                                     |      |                 |         |                                        |
| 15 april Vriendschappelijk № 155 «onderlinge duels» | Peru | 0 – 1           | Ecuador | Estadio Nacional, Lima Toeschouwers: — |
| 15 april Vriendschappelijk № 155 «onderlinge duels» |      | ??' Raúl Avilés |         | Estadio Nacional, Lima Toeschouwers: — |

|                                                    |                    |       |         |                                                     |
| 11 juni Vriendschappelijk № 156 «onderlinge duels» | Colombia           | 1 – 0 | Ecuador | Estadio Atanasio Girardot, Medellín Toeschouwers: — |
| 11 juni Vriendschappelijk № 156 «onderlinge duels» | Leonel Álvarez ??' |       |         | Estadio Atanasio Girardot, Medellín Toeschouwers: — |

|                                                    |                                                            |       |          |                                                                               |
| 14 juni Vriendschappelijk № 157 «onderlinge duels» | Ecuador                                                    | 3 – 0 | Colombia | Estadio Modelo, Guayaquil Toeschouwers: — Scheidsrechter: Alfredo Rodas (ECU) |
| 14 juni Vriendschappelijk № 157 «onderlinge duels» | Lupo Quiñónez 49' Fernando Baldeón 76' Pietro Marsetti 86' |       |          | Estadio Modelo, Guayaquil Toeschouwers: — Scheidsrechter: Alfredo Rodas (ECU) |

|                                                    |                                  |       |                     |                                                                                                 |
| 19 juni Vriendschappelijk № 158 «onderlinge duels» | Uruguay                          | 2 – 1 | Ecuador             | Estadio Centenario, Montevideo Toeschouwers: onbekend Scheidsrechter: José Martínez Bazan (URU) |
| 19 juni Vriendschappelijk № 158 «onderlinge duels» | José Perdomo 5' José Perdomo 66' |       | 50' Pietro Marsetti | Estadio Centenario, Montevideo Toeschouwers: onbekend Scheidsrechter: José Martínez Bazan (URU) |

|                                                    |                                            |       |                   | |
| 21 juni Vriendschappelijk № 159 «onderlinge duels» | Brazilië                                   | 4 – 1 | Ecuador           | Estádio da Ressacada, Florianópolis Toeschouwers: onbekend Scheidsrechter: José Ramiz Wright (BRA) |
| 21 juni Vriendschappelijk № 159 «onderlinge duels» | Raí ??' Careca ??' Müller ??' Jorginho ??' |       | ??' Geovanny Mera | Estádio da Ressacada, Florianópolis Toeschouwers: onbekend Scheidsrechter: José Ramiz Wright (BRA) |

| Copa América |
| ------------ |

|                                                      |                                                                   |       |         |                                                                                                  |
| 2 juli Copa América Groep A № 160 «onderlinge duels» | Argentinië                                                        | 3 – 0 | Ecuador | Estadio Monumental, Buenos Aires Toeschouwers: 30.000 Scheidsrechter: Romualdo Arppi Filho (BRA) |
| 2 juli Copa América Groep A № 160 «onderlinge duels» | Claudio Caniggia 50' Diego Maradona 67' (pen.) Diego Maradona 85' |       |         | Estadio Monumental, Buenos Aires Toeschouwers: 30.000 Scheidsrechter: Romualdo Arppi Filho (BRA) |

|                                                      |                     |       |                   |                                                                                              |
| 4 juli Copa América Groep A № 161 «onderlinge duels» | Peru                | 1 – 1 | Ecuador           | Estadio Monumental, Buenos Aires Toeschouwers: 10.000 Scheidsrechter: Asterio Martínez (PAR) |
| 4 juli Copa América Groep A № 161 «onderlinge duels» | Eugenio La Rosa 87' |       | 72' Hamilton Cuvi | Estadio Monumental, Buenos Aires Toeschouwers: 10.000 Scheidsrechter: Asterio Martínez (PAR) |

|  |  |  |  |  |  |  |  |  |

## Statistieken
- In onderstaand overzicht is de eerste wedstrijd tegen  Cuba niet meegeteld.

| Héctor Chiriboga    | 1966-03-23 | LDU Quito            | 5  | 0 | 0 | 5  | 0 |
| Carlos Luis Morales | 1965-06-12 | Barcelona SC         | 5  | 0 | 0 | 5  | 0 |
| Carlos Enriquez     | 1966-05-22 | Deportivo Quito      | 1  | 0 | 0 | 1  | 0 |
| Verdediging         |            |                      |    |   |   |    |   |
| Wilson Macías       | 1965-09-30 | Barcelona SC         | 8  | 0 | 0 | 8  | 0 |
| Luis Mosquera       | 1964-12-14 | El Nacional          | 7  | 0 | 0 | 7  | 0 |
| Luis Capurro        | 1961-05-01 | CD Filanbanco        | 6  | 0 | 0 | 10 | 0 |
| Luis Carrión        | 1962-09-23 | CD Filanbanco        | 3  | 0 | 0 | 3  | 0 |
| Hólger Quiñónez     | 1962-08-18 | Barcelona SC         | 2  | 0 | 0 | 7  | 0 |
| Juan Jacome         | 1960-11-06 | LDU Quito            | 2  | 0 | 0 | 2  | 0 |
| Claudio Alcivar     | 1966-07-15 | Barcelona SC         | 1  | 1 | 0 | 2  | 0 |
| Urlin Canga         | 1959-08-29 | Club Sport Emelec    | 1  | 1 | 0 | 2  | 0 |
| Freddy Bravo        | 1962-04-12 | CD Filanbanco        | 1  | 0 | 0 | 1  | 0 |
| Wilson Armas        | 1958-04-02 | El Nacional          | 1  | 0 | 0 | 15 | 0 |
| Middenveld          |            |                      |    |   |   |    |   |
| Kléber Fajardo      | 1965-01-04 | Club Sport Emelec    | 10 | 0 | 0 | 10 | 0 |
| Edgar Dominguez     | 1962-12-23 | Valdez Sporting Club | 8  | 0 | 0 | 8  | 0 |
| Pablo Marin         | 1965-08-22 | Deportivo Cuenca     | 7  | 1 | 0 | 8  | 0 |
| Álex Aguinaga       | 1968-07-09 | Deportivo Quito      | 5  | 2 | 1 | 7  | 1 |
| Pietro Marsetti     | 1964-11-21 | LDU Quito            | 3  | 5 | 2 | 8  | 2 |
| Galo Vásquez        | 1957-12-31 | Barcelona SC         | 2  | 1 | 0 | 12 | 1 |
| José Jacinto Vega   | 1958-10-28 | El Nacional          | 2  | 0 | 0 | 7  | 1 |
| Wilfrido Verduga    | 1964-01-19 | Club Sport Emelec    | 1  | 1 | 0 | 2  | 0 |
| Joffre Sánchez      | 1963-02-04 | Barcelona SC         | 1  | 0 | 0 | 1  | 0 |
| Luis Eduardo Vaca   | 1960-06-25 | Barcelona SC         | 1  | 0 | 0 | 1  | 0 |
| José Guerrero       | 1967-09-12 | Club Sport Emelec    | 1  | 0 | 0 | 1  | 0 |
| Diego Córdova       | 1962-06-03 | River Plate          | 0  | 2 | 0 | 2  | 0 |
| Aanval              |            |                      |    |   |   |    |   |
| Raúl Avilés         | 1964-02-17 | Club Sport Emelec    | 7  | 1 | 1 | 8  | 1 |
| Hamilton Cuvi       | 1960-05-08 | CD Filanbanco        | 6  | 0 | 1 | 21 | 4 |
| Lupo Quiñónez       | 1957-02-12 | Barcelona SC         | 6  | 0 | 1 | 27 | 4 |
| Fernando Baldeón    | 1959-02-25 | El Nacional          | 3  | 3 | 1 | 21 | 1 |
| Stony Batioja       | 1964-04-30 | Deportivo Cuenca     | 2  | 0 | 0 | 2  | 0 |
| Pedro Muñoz         | 1965-02-13 | LDU Quito            | 2  | 0 | 0 | 2  | 0 |
| Geovanny Mera       | 1962-08-16 | El Nacional          | 1  | 4 | 1 | 5  | 1 |
| Freddy Barreto      | 1961-11-13 | Deportivo Quito      | 0  | 1 | 0 | 1  | 0 |
| Richard Márquez     | 1961-04-07 | LDU Portoviejo       | 0  | 1 | 0 | 1  | 0 |

FEF · A-internationals · Bondscoaches · Selecties · Statistieken · Ecuadoraans vrouwenelftal · Olympisch elftal · Ecuador U21 · Ecuador U20 · Ecuador U18 · Ecuador U17
1938 – 1949 ·
1950 – 1959 ·
1960 – 1969 ·
1970 – 1979 ·
1980 – 1989 ·
1990 – 1999 ·
2000 – 2009 ·
2010 – 2019 ·
2020 − 2029
WK 2002 · 
WK 2006 · 
WK 2014
1938 · 
1939 · 
1940 · 
1941 · 
1942 · 
1943 · 1944 · 
1945 · 
1946 · 
1947 · 
1948 · 
1949 · 
1950 · 1951 · 1952 · 
1953 · 
1954 · 
1955 · 
1956 · 
1957 · 
1958 · 
1959 · 
1960 · 
1961 · 1962 · 
1963 · 
1964 · 
1965 · 
1966 · 
1967 · 1968 · 
1969 · 
1970 · 
1971 · 
1972 · 
1973 · 
1974 · 
1975 · 
1976 · 
1977 · 
1978 · 
1979 · 
1980 · 
1981 · 
1982 · 
1983 · 
1984 · 
1985 · 
1986 · 
1987 · 
1988 · 
1989 · 
1990 · 
1991 · 
1992 · 
1993 · 
1994 · 
1995 · 
1996 · 
1997 · 
1998 · 
1999 · 
2000 · 
2001 · 
2002 · 
2003 · 
2004 · 
2005 · 
2006 · 
2007 · 
2008 · 
2009 · 
2010 · 
2011 · 
2012 · 
2013 · 
2014 · 
2015 · 
2016 · 
2017 ·
2018 ·
2019 ·
2020 ·
2021 ·
2022
Argentinië ·
Armenië ·
Australië ·
Bolivia · 
Brazilië ·
Bulgarije ·
Canada ·
Chili ·
Colombia ·
Costa Rica ·
Cuba ·
Denemarken ·
DDR ·
Duitsland ·
El Salvador ·
Engeland ·
Estland ·
Finland ·
Frankrijk ·
Griekenland ·
Guatemala ·
Haïti ·
Honduras ·
Ierland ·
Irak ·
Iran ·
Italië ·
Jamaica ·
Japan ·
Joegoslavië ·
Jordanië ·
Kaapverdië ·
Koeweit ·
Kroatië · 
Libanon ·
Mexico ·
Nederland ·
Nigeria ·
Noord-Macedonië ·
Oeganda ·
Oman ·
Panama ·
Paraguay ·
Peru ·
Polen ·
Portugal ·
Qatar ·
Roemenië ·
Saoedi-Arabië ·
Schotland ·
Senegal ·
Spanje ·
Trinidad en Tobago ·
Turkije · 
Uruguay ·
Venezuela ·
Verenigde Staten ·
Wit-Rusland ·
Zambia ·
Zuid-Afrika ·
Zuid-Korea ·
Zweden ·
Zwitserland
Costa Rica (2006) · 
Duitsland (2006) · 
Engeland (2006) · 
Frankrijk (2014) · 
Honduras (2014) · 
Nederland (2022) · 
Polen (2006) · 
Qatar (2022) · 
Zwitserland (2014)